# Штромас, Александр
Александр (Александрас) Штромас (лит. Aleksander Štromas, Aleksandras Štromas, Alexander Shtromas, 4 апреля 1931, Каунас — 12 июня 1999, Чикаго) — английский и американский политолог, историк, политический активист и публицист литовского происхождения.

## Биография

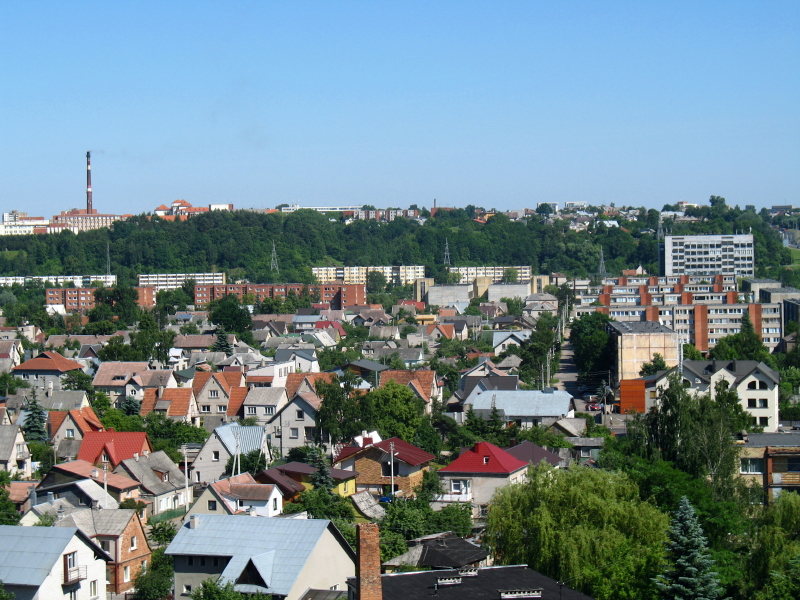
Каунас, Вильямполе

Вырос в еврейской семье, где говорили на литовском и русском языках (мать росла и училась в Петербурге). Александр учился в католической гимназии вместе с В. Каволисом. Его отец — Юргис Штромас, дипломатический работник, с 1920 служил советником по экономике при посольстве Литвы в Берлине, в 1930-х годах проявлял левые симпатии, с интересом относился к СССР, 27 июня 1941 погиб в Каунасе при националистических расправах над евреями. При немцах Александр в 1941—1943 годах вместе с матерью, сестрой и другими членами семьи был в каунасском гетто Вильямполе и в концентрационном лагере под Каунасом. Бежал в 1943 году, укрывался у литовской родни.
После войны стал приемным сыном первого руководителя советской Литвы Антанаса Снечкуса. В 1947—1948 годах учился в Вильнюсском университете, в 1948—1952 — на юридическом факультете МГУ. По окончании курса работал адвокатом. В 1959—1973 годах работал в научных институтах Вильнюса, Иваново, Москвы, публиковал работы по праву и национальным отношениям. Сблизился с советскими диссидентами (Л. Пинским, Г. Померанцем, А. Сахаровым, А. Синявским, Ю. Даниэлем, В. Буковским, А. Галичем, А. Гинзбургом, Викторией Чаликовой, А. Яновым, О. Прокофьевым, Т. Венцловой).
В 1973 году эмигрировал из СССР. С того же года по 1989 жил и работал в Великобритании, преподавал, выступал на радио «Свобода» и Свободная Европа, сотрудничал с Л. Колаковским, Р. Конквестом и др. С 1989 профессор политологии в Хиллсдэйл колледже, Мичиган, США. Познакомился с Валдасом Адамкусом. Автор влиятельных трудов о тоталитаризме, советском политическом устройстве, национальном движении в странах Балтии, переведённых на несколько языков. В 1990-х годах — советник правительства Литвы.
Прах Александра Штромаса похоронен в Каунасе на Пятрашюнском кладбище, над могилой воздвигнут памятник (2002) работы Владаса Вильджюнаса.

## Труды
- Political Change and Social Development: The Case of the Soviet Union. Frankfurt/ Main: P. Lang, 1981
- The Soviet Union and the Challenge of the Future. Vol. 1—3. New York: Paragon House, 1988—1989 (c Мортоном Капланом)
- Who Are the Soviet Dissidents? Bradford: University of Bradford, 1977
- Politinė sąmonė Lietuvoje ir joje atsispindinčios krašto ateities vizijos. London: Nida, 1980 (вместе с Т. Венцловой)
- The Soviet method of conquest of the Baltic States: lessons for the West. Washington: Washington Institute for Values in Public Policy, 1986
- The Jewish and Gentile Experience of the Holocaust: A Personal Perspective. Worcester: Assumption College, 1989
- The end of «isms»?: reflections on the fate of ideological politics after Communism’s collapse. Oxford; Cambridge: Blackwell, 1994
- Laisvės horizontai. Vilnius: Baltos lankos, 2002 (с Л. Мокунасом)
- Totalitarianism and the prospects for world order: closing the door on the twentieth century. Lanham: Lexington Books, 2003 (с соавторами)

## Публикации на русском языке
- В мире образов и идей Александра Галича [1988] // Заклинание Добра и Зла: Александр Галич — о его творчестве, жизни и судьбе / Сост. Н. Крейтнер. М.: Прогресс, 1992, с. 329—357.